# Benzoylcyanid
Benzoylcyanid ist eine chemische Verbindung aus der Gruppe der Nitrile. Analog zu den Carbonsäurehalogeniden kann die Verbindung als Carbonsäurecyanid, d. h. als Cyanid der Benzoesäure aufgefasst werden.

## Vorkommen
Benzoylcyanid kommt natürlich als Gift einiger Doppelfüßer vor. Es wird zum Beispiel von Tausendfüßern der Ordnung Erdläufer (Geophilomorpha) zur Verteidigung gegen Ameisen eingesetzt.

## Gewinnung und Darstellung
Justus von Liebig und Friedrich Wöhler stellten Benzoylcyanid 1832 durch Reaktion von Benzoylchlorid mit Quecksilber(II)-cyanid her. Stattdessen kann z. B. auch Kupfer(I)-cyanid genutzt werden.

## Eigenschaften
Benzoylcyanid ist ein farbloser bis gelblicher Feststoff mit stechendem Geruch, der sich in Wasser zu Phenylglyoxylsäure (Benzoylameisensäure) zersetzt.

## Verwendung
Benzoylcyanid wird als Zwischenprodukt zur Herstellung von anderen chemischen Verbindungen (z. B. Pflanzenschutzmitteln) verwendet. Es dient als Reagenz für selektive Acylierungen von Amino-Verbindungen. Es eignet sich auch zur Einführung von Benzoyl-Schutzgruppen, zum Beispiel in der Nukleosid-Chemie.

## Sicherheitshinweise
Die Dämpfe von Benzoylcyanid können mit Luft ein explosionsfähiges Gemisch (Flammpunkt ca. 74 °C, Zündtemperatur ca. 500 °C) bilden.